# Traducător
Traducător, numit în vechime și tălmaci, este o profesiune din domeniul activităților lingvistice care are ca obiect transpunerea textelor din diverse domenii scrise într-o limbă, modernă sau clasică, într-o altă limbă. Activitatea pe care o prestează și rezultatul muncii sale se numește traducere.
Un traducător simultan, live, se numește interpret. Pentru traducerea autorizată a unui înscris oficial este nevoie de un traducător autorizat de Ministerul Justiției.
În România există organizația profesională non-profit Asociația Traducătorilor din România, membru plin al Federației Internaționale a Traducătorilor.
În nomenclatorul cu „Clasificarea ocupațiilor din România” (COR), sunt prevăzute două categorii de traducători: 
- cod COR 343517 - Traducător cu studii medii sau postliceale[1]
- cod COR 264306 - Traducător cu studii superioare[2]